# Лабудово окно
Лабудово окно је специјални резерват природе који се налази у Србији, општина Бела Црква у Јужнобанатском округу.

## Карактеристике
Лабудово окно обухвата подручје Дунава и његова поплавна подручја на јужном ободу Панонске низије. Смештено је између Делиблатске пешчаре на северу и Сребрног језера на југу. Подручје захвата ток и приобаље Дунава, аде Жилаву и Чибуклију, потопљене меандре Караша, ушће Нере, Завојску аду, Дунавче и узан појас десне обале Дунава.
Лабудово окно је настало успором Дунава после изградње акумулационог језера на Ђердапу. Име је добило по томе што део Великог рита сваке године насељавају лабудови. На обалама пешчаре нема извора и водотокова, док у самој алувијалној равни Дунава у издувинама подземна вода формира сталне баре, које се при вишим водостајима и поплавама спајају како међусобно, тако и са речним коритом.
Водена станишта чине стални речни токови, речни плићаци, поплавне шуме и слатководне мочваре, па се на Лабудовом окну смењују различите биљне заједнице, од водених и мочварних, до влажних ливада (гороцвет, главоч, жути лук, печурка) и степских пашњака. Лабудово окно је једно од последњих стецишта све ређе флоре водених биљака и угрожених мочварних биљних врста, од којих су најзначајнији бели и жути локвањ. Хигрофилне шуме карактерише присуство врба, топола, црни глог, храст лужњак, павит и гљива.
Ово подручје је најзначајније гнездилиште, зимовалиште и миграторна станица барских птица у Србији. У Лабудовом окну гнезди се 55 врста птица водених станишта, од којих је већина на листи природних реткости. Овде је најважније зимовалиште на Балкану за лисасту гуску, сиву гуску, патку дупљашицу, орла белорепана и црног орла. Такође, Лабудово окно је најважније гнездилиште малог вранца у Србији и једино место гнежђења црног ибиса. Подручје сваке године обезбеђује опстанак више од 20.000 јединки птица мочварица, а током миграција, репродукције и зимовања овде се окупља се и преко 40.000 јединки мале беле чапље, риђоглаве пловке и белог ронца. У пешчарској обали Дунава је и највећа европска колонија брегуница са око 15.000 парова.
Ритови и плићаци Дунава идеално су мрестилиште за многе врсте риба. Овде је забележено присуство око 50 врста риба, од којих су најзначајније шаран, штука, сом, смуђ и кечига.
Фауну изразитог богатства карактеришу многобројни слатководни мекушци, међу којима су речна шкољка, живородни пуж и пијавица, који представлају и основе ланца исхране. Најбројнији представници фауне су зглавкари, са процењених 15.000 врста инсеката. Велики број специфичних врста су животно везане за пешчану подлогу обале: осе копачице, фосоријалне стенице, тврдокрилци, међу којима су бројни ендеми. У степским заједницама живи паук крсташ. Инсекти водених станишта су комарац, вилин коњиц, гњурац, водени паук и речни рак. Са 24 врсте водоземаца и гмизаваца, ово је веома богато и јединствено подручје, а у погледу величина популација понтско-каспијских и источномедитеранских елемената Лабудово окно је најзначајнији центар разноврсности ове фауне у Европи. Овде су присутни сиријска чешњарка, црвенотрби мукац, степски гуштер, зелембаћ и степски смук.
Од 39 врста сисара, најзначајнији је слепо куче, са Црвене листе угрожених врста света. Ово подручје је њихов најзначајнији репродуктивни центар у панонској низији, као и за врсте љиљака, које су угрожене у целој Европи, а својом исхраном су везане за ова водена и мочварна станишта. Барско-мочварне екосистеме настањује и стална микропопулација видре.
У подручју су сачуване традиционалне делатности становништва: риболов, овчарство, говедарство, пчеларство, а у широј околини узгој кукуруза, пшенице, сунцокрета, јабука и винове лозе.